# Isola Cronenwett
L'isola Cronenwett è un'isola rocciosa della Terra di Marie Byrd, sita in particolare nella parte di tale regione che si sovrappone alla parte nord-orientale della Dipendenza di Ross, in Antartide. L'isola, che è completamente ricoperta dai ghiacci e che si estende in direzione nord/sud per circa 40 km e in direzione est/ovest per circa 26, per una superficie totale di circa 640 km², fa parte dell'arcipelago Marshall e, come le altre isole di questo arcipelago, si trova davanti alla costa di Saunders, all'interno della baia di Sulzberger, dove è quasi completamente circondata dai ghiacci della piattaforma glaciale Sulzberger e dove giace tra l'isola Vollmer, a nord, e l'isola Steventon, a sud-ovest.

## Storia
L'isola Cronenwett fu osservata per la prima volta durante ricognizioni aeree effettuate nel corso della prima spedizione antartica comandata dall'ammiraglio Richard Evelyn Byrd e svoltasi nel 1928-30, e fu infine completamente mappata dai cartografi dello United States Geological Survey grazie a fotografie scattate dalla marina militare statunitense (USN) durante ricognizioni aeree effettuate nel periodo 1959-65. La formazione è stata poi così battezzata dal comitato consultivo dei nomi antartici in onore del comandante della USN W. R. Cronenwett, ufficiale fotografo durante l'operazione Deep Freeze svolta nella stagione 1956-57 e responsabile delle relazioni con il pubblico durante l'operazione Deep Freeze svolta nel 1962.